# San Giorgio (1785)
Il San Giorgio fu un vascello di linea veneziano da 70 cannoni che prestò servizio nella Armada tra il 1786 e il 1797. Apparteneva alla quarta serie della Classe Leon Trionfante.

## Storia
La costruzione del vascello di primo rango da 70 cannoni San Giorgio, appartenente alla quarta serie della classe "Leon Trionfante", fu ordinata dal Senato della Repubblica di Venezia e la nave fu impostata nel 1736 sotto la direzione del Proto dei marangoni Zuane Scabozzi. Il vascello fu completato sulla scalo fino ai "18 carati" e lasciato in riserva fino a che non ne fu deciso di completarlo. L'unità fu terminata sotto la direzione del Proto Girardo Manao, e varata presso l'Arsenale il 23 agosto 1785. Il San Giorgio entrò in servizio il 30 giugno 1786 sotto il comando del capitano Zuane Armeni, assegnato all'Armata Grossa di stanza a Corfù. Dopo la caduta della Repubblica di Venezia, avvenuta il 12 maggio 1797, il vascello fu catturato dai francesi a Corfù il 23 luglio successivo, insieme alle rimanenti unità della Armata Grossa ivi stanziate. Ribattezzato inizialmente Saint Georges assunse poi il nome di Sandos nel novembre dello stesso anno, in memoria del generale de Sandos morto a Milano l'8 febbraio 1797.
L'unità partecipò solo marginalmente, in quanto bisognosa di carenaggio e lasciata a Corfù per ordine dell'ammiraglio Brueys D'Aigalliers, alla spedizione francese che portò alla conquista dell'Egitto.
Riclassificata come vascello di terzo rango il 31 ottobre 1798, risulta catturata dalla marina imperiale russa nel marzo 1799. Non è noto il destino finale dell'unità.

### Annotazioni
1. ↑  La quarta serie della classe "Leon Trionfante" si componeva di due vascelli, il San Giorgio e l'Eolo.
2. ↑  A partire dal 1750 i vascelli dell'Armada veneziana adottarono, su decisione del Senato, una nuova colorazione avendo i fianchi dipinti a bande orizzontali gialle all'altezza del portelli dei cannoni, alternate a bande nere tra i portelli di un ponte e quelli sottostanti. Tale colorazione venne adottata anche dalla Royal Navy, su pressione esercitata da Lord Nelson, a partire dal 1795.

### Fonti
1. 1 2  http://www.veneziamuseo.it/ARSENAL/schede_arsenal/vascelli.htm.
2. 1 2  Levi 1896, p. 39.
3. ↑  Levi 1896, p. 50.
4. ↑  Levi 1896, p. 40.
5. ↑  Bonaparte 1819, p. 424.
6. ↑  Bonaparte 1819, p. 425.
7. ↑  Fremont-Barnes 2011, p. 33.